# Кюльштедт
Кюльштедт (нім. Küllstedt) — громада в Німеччині, розташована в землі Тюрингія. Входить до складу району Айхсфельд. Складова частина об'єднання громад Вестервальд-Оберайхсфельд.
Площа — 13,11 км2. Населення становить 1323 ос. (станом на 31 грудня 2021).

## Галерея

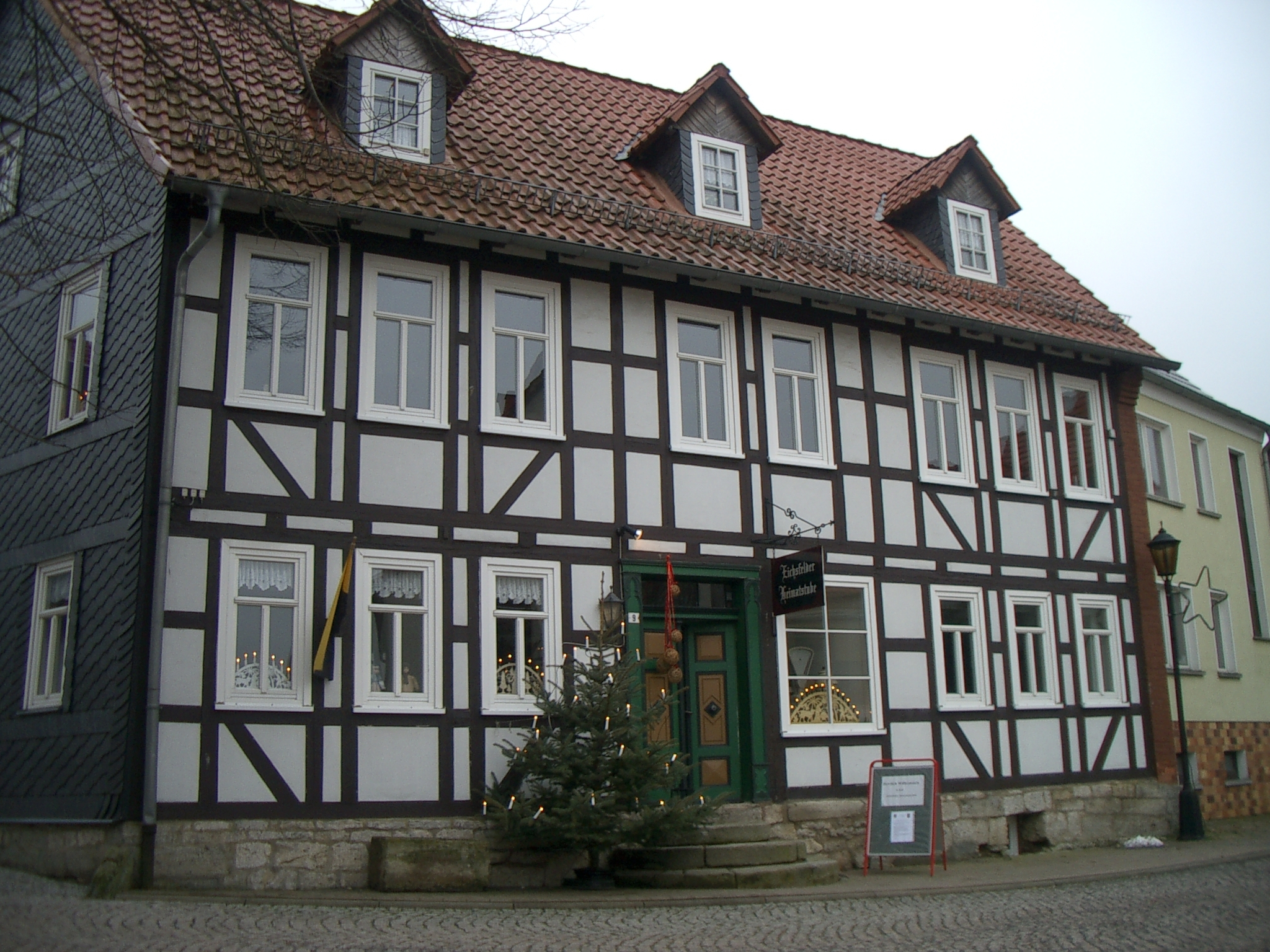
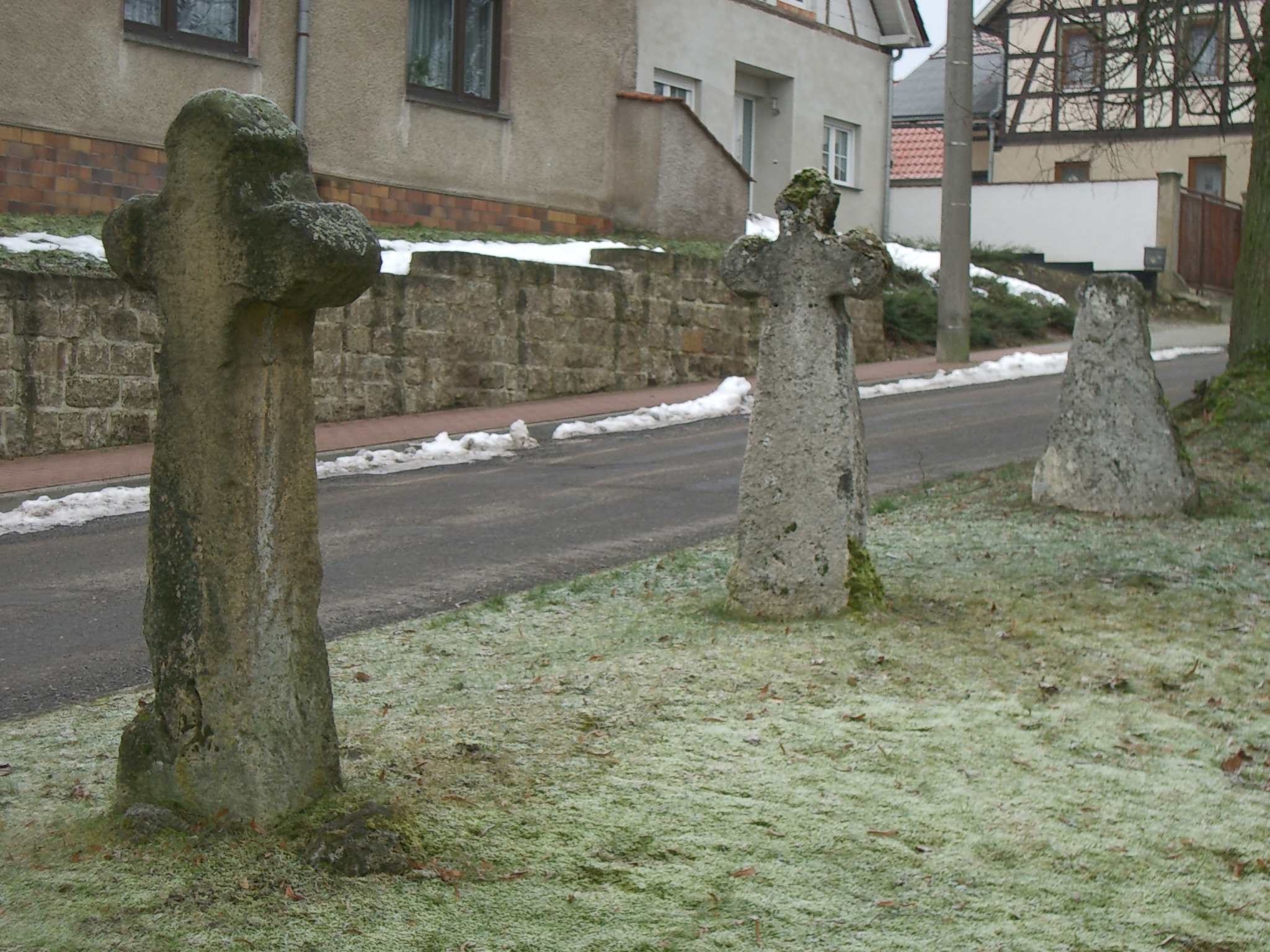
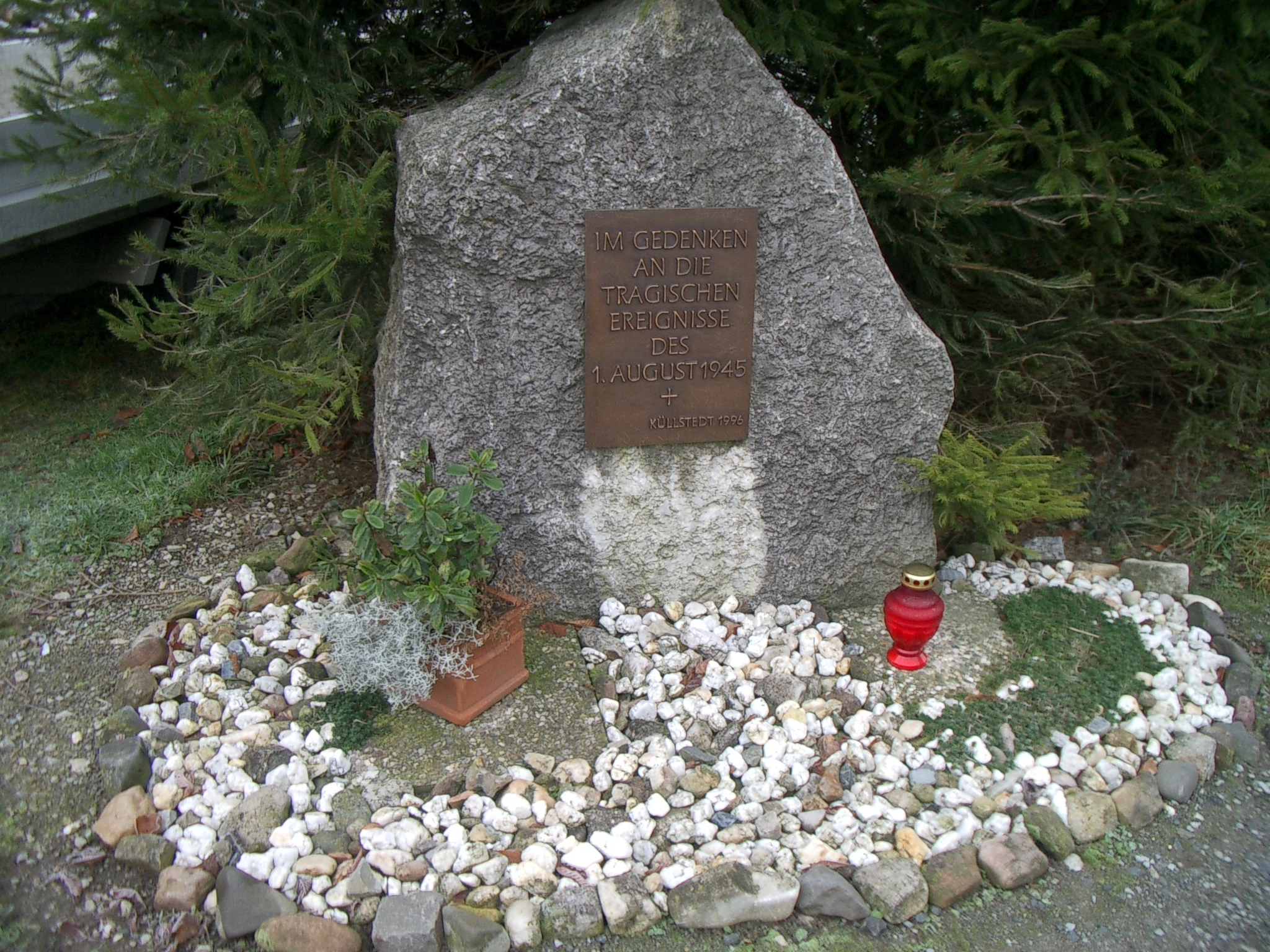